# Archivo de Galicia

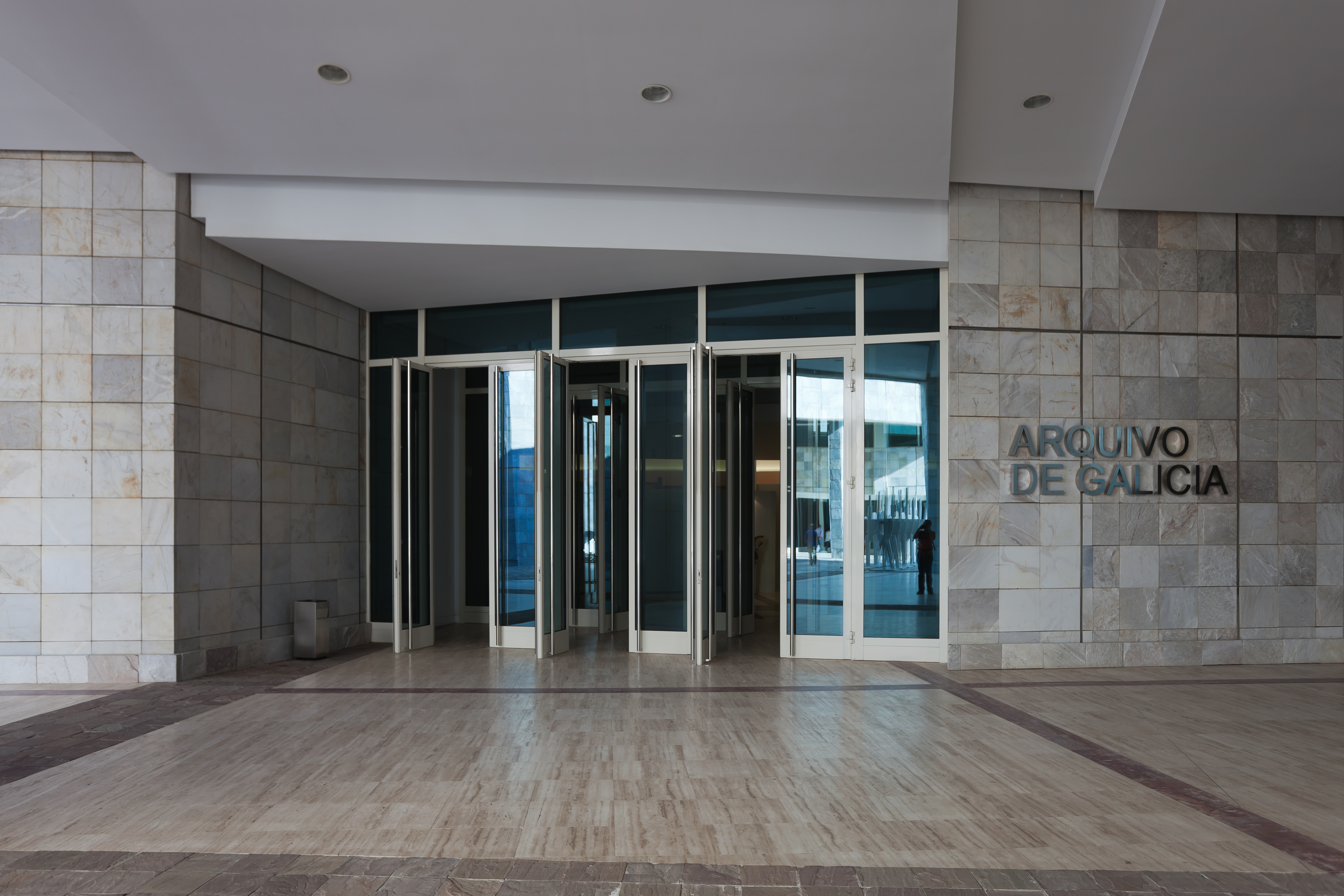
Entrada al Archivo de Galicia.

El Archivo de Galicia (situado en la Ciudad de la Cultura de Galicia, en el Monte Gaiás) es un centro que recibe, custodia, comunica y difunde el patrimonio documental de Galicia, para el servicio de la Administración y los ciudadanos. Custodia los documentos producidos por la Junta de Galicia y los órganos y entidades dependientes desde su creación (1982), así como otros de cualquier origen que, por su ámbito e interés, se le puedan asignar.
Es cabecera del Sistema de Archivos de Galicia, por eso simboliza la unidad del patrimonio documental de la comunidad. Este patrimonio comprende una porción notable de su cultura escrita y se caracteriza, entre otros aspectos, por su calidad, antigüedad, diversidad, invisibilidade y dispersión.
Depende de la Secretaría General de Cultura de la Consejería de Cultura, Educación y Ordenación Universitaria, y fue inaugurado en enero de 2011.

## Edificio

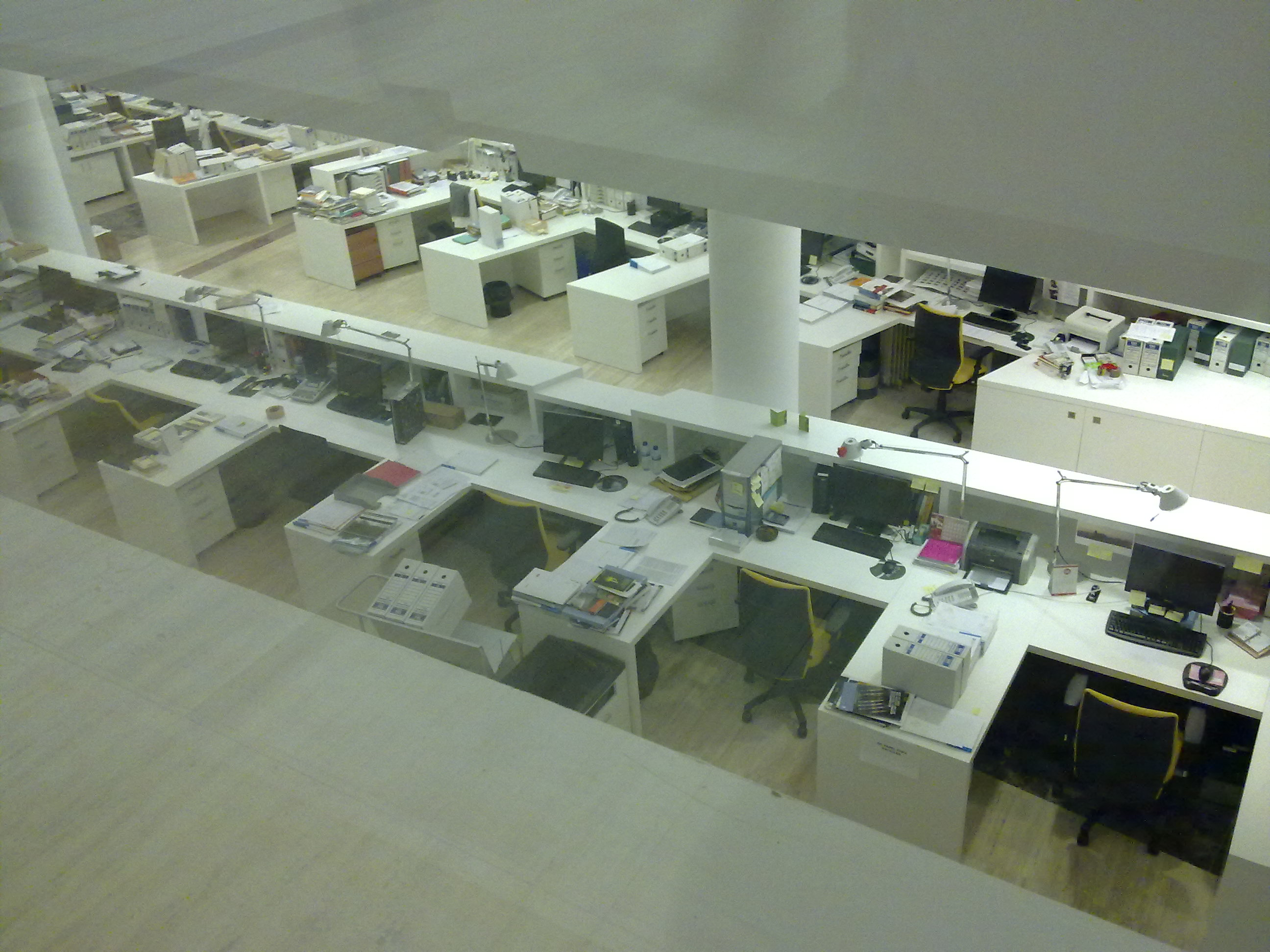
Instalaciones del Archivo.

El archivo ocupa el edificio del extremo este del complejo que compone la Ciudad de la Cultura de Galicia, proyectada por el arquitecto norteamericano Peter Eisenman. El conjunto se articula a través de una trama de calles, soportales, jardines y plazas inspirada en el casco histórico de la ciudad de Santiago de Compostela, declarado Patrimonio Cultural de la Humanidad por la UNESCO en 1985.

## Funciones
El Archivo de Galicia ejerce las funciones de centro de referencia del Sistema de Archivos de Galicia y archivo intermedio e histórico del Subsistema de Archivos de la Junta de Galicia, y como tal el deber de conservar, difundir y acrecentar el patrimonio documental de Galicia.
En concreto le corresponde las siguientes funciones:
- Recibir los documentos procedentes de los diferentes órganos de la Junta de Galicia o de las entidades públicas dependientes de ella con ámbito territorial superior al de provincia.
- Recibir los documentos procedentes de organismos, instituciones y entidades públicas de ámbito autonómico dependientes de la Junta de Galicia que fueran suprimidos, con independencia de su antigüedad, y cualquier otro fondo de carácter público o privado de interés general para la comunidad autónoma que se acuerde depositar en él.
- Programar, coordinar y dirigir la identificación, valoración y selección documental de todos los archivos del subsistema de archivos de la Junta de Galicia.
- Organizar y describir los fondos documentales que custodie.
- Conservar los fondos documentales que custodie.
- Coordinar los programas de reproducción con fines de conservación de fondos del patrimonio documental de Galicia.
- Facilitar el acceso a los documentos que custodie y a la información contenida en ellos.
- Difundir por cualquiera medio los fondos documentales que custodie y, en general, el patrimonio documental de Galicia.
- Establecer y desarrollar normas técnicas arquivísticas para el Sistema de Archivos de Galicia.

En general, cualquiera otra función que le sea encomendada por razón de su competencia.

## Historia
En febrero de 2008 se crea la Subdirección General del Archivo Nacional de Galicia con la finalidad de ejercer las funciones de centro de referencia del Sistema de archivos de Galicia y de archivo histórico del subsistema de archivos de la Junta de Galicia (Decreto 17/2008, del 7 de febrero - DOG n.º 35, del 19 de febrero- ).
Como consecuencia de la reestructuración de la Junta de Galicia en el año 2009, el Decreto 337/2009, del 11 de junio, por el que se desarrolla la estructura orgánica de la Consellería de la Cultura y Turismo -DOG n.º 125, del 29 de junio- asignará estas funciones al Servicio del Subsistema de Archivos de la Comunidad Autónoma (hoy Archivo de Galicia), dependiente de la Subdirección de Archivos y Museos, dentro de la Dirección General de Patrimonio Cultural.
El Decreto 207/2010, del 19 de diciembre, (DOG 246, del 24 de diciembre) crea el Archivo de Galicia como cabecera y centro de referencia del Sistema de Archivos de Galicia, con carácter intermedio e histórico.
Estas normas le asignan un papel fundamental en la infraestructura que debe servir para asegurar el mejor funcionamiento de la Administración Pública de Galicia de acuerdo con los principios de eficacia, eficiencia y transparencia, ligando sus fines a los conceptos de conservación permanente y de acceso a los documentos públicos.

## Servicios

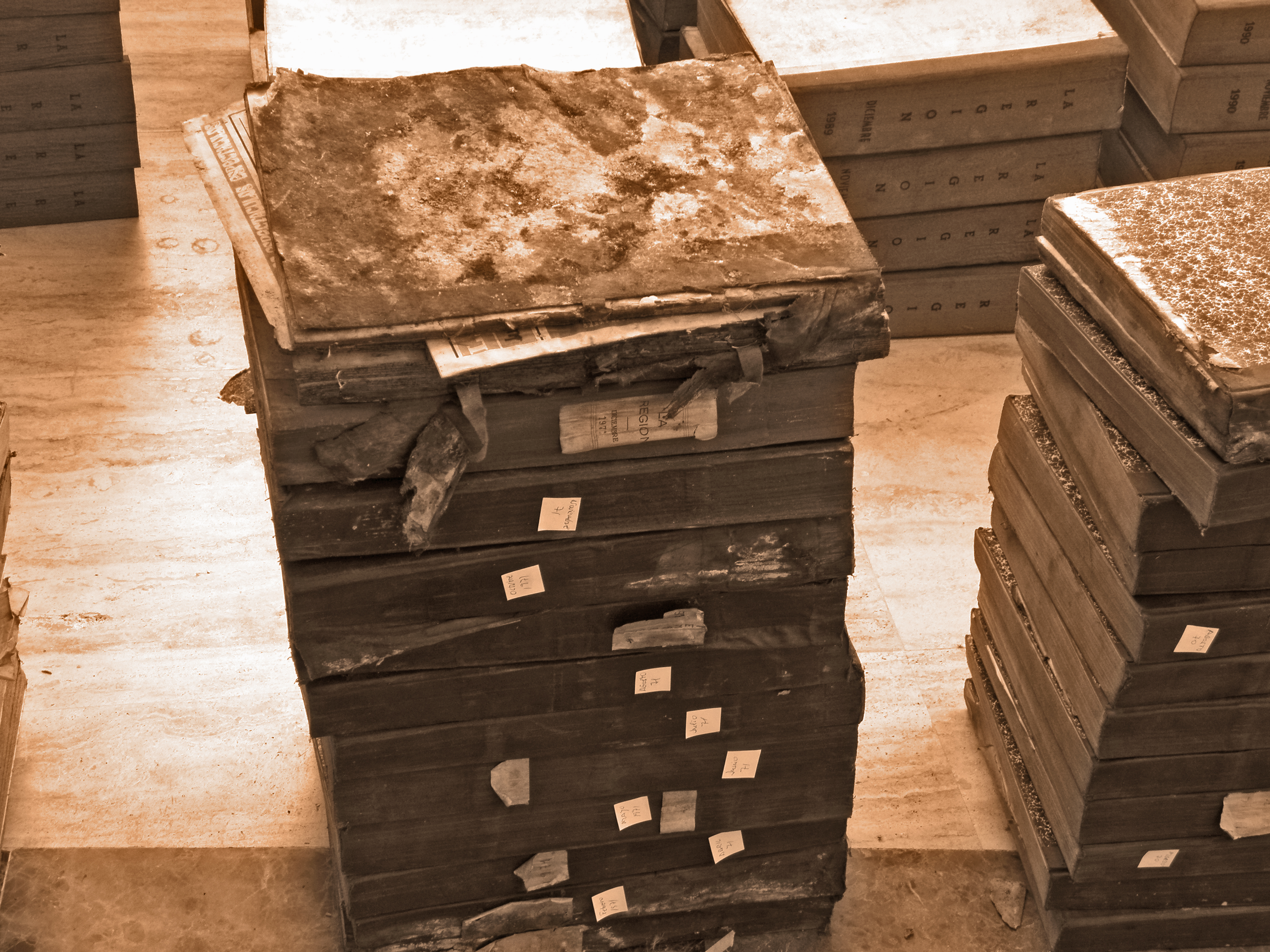
Volúmenes de La Región, en el archivo.

El Archivo de Galicia presta los servicios de todo archivo:
- El acceso es libre y gratuito. Únicamente podrá ser restringido de acuerdo con el establecido en la legislación vigente o, en los casos de la consulta directa de originales, cuando suponga riesgos para su conservación.
- Las solicitudes de información podrán hacerse directamente en la sala de lectura o por medio de correo electrónico, correo postal, fax, teléfono o internet.
- Para la consulta en la sala de lectura será necesaria, a efectos de identificación, la presentación de un documento oficial (DNI o pasaporte) y a subxección a las normas de consulta disponibles en la sala.
- Siempre que las disposiciones legales y el estado de conservación de los documentos lo permitan podrán solicitarse reproducciones (copias simples o copias compulsadas/certificadas). Los precios de las reproducciones deberán atenerse al regulado en la normativa vigente sobre tasas y precios públicos.
- Podrán realizarse préstamelos de documentos originales a las instituciones productoras cuando sea necesario para el cumplimiento de las actividades relacionadas con el ámbito de su competencia. También se podrán realizar préstamelos para participar en actividades de difusión cultural, especialmente exposiciones temporales, a las instituciones que así lo soliciten, siempre que se cumplan los requisitos previstos y sean previamente autorizados lo pones órgano competente.
- El Archivo fomentará la difusión de sus fondos y actividades, principalmente, a través de la publicación de instrumentos de descripción, de la periódica organización de exposiciones y de la recepción de visitas guiadas de escolares y otros colectivos.